# Coffee megye (Tennessee)
Coffee megye az Amerikai Egyesült Államokban, azon belül Tennessee államban található. Megyeszékhelye Manchester, legnagyobb városa Tullahoma. Lakosainak száma 57 889 fő (2020. április 1.). Coffee megye Cannon, Moore, Franklin, Rutherford, Bedford, Warren és Grundy megyékkel határos.

## Népesség
A megye népességének változása:
| Lakosok száma | 52 790 | 52 936 | 53 161 | 53 357 | 54 277 | 57 889 |
|               | 2010   | 2011   | 2012   | 2013   | 2015   | 2020   |